# Marko Milun
Marko Milun est un boxeur croate né le 28 septembre 1996.

## Carrière
Sa carrière amateur est principalement marquée par une médaille de bronze remportée aux Jeux européens de 2019 dans la catégorie des poids super-lourds.

## Palmarès

### Jeux européens
- Médaille de bronze en +91 kg en 2019 à Minsk, Biélorussie